# 1792 na ciência

## Nascimentos
| Data            | Nome                   | Profissão               | Nacionalidade         | Observações                                        | Ref         |
| --------------- | ---------------------- | ----------------------- | --------------------- | -------------------------------------------------- | ----------- |
| 19 de fevereiro | Roderick Murchison     | geólogo                 | Reino da Grã-Bretanha | m. 1871 Medalha Copley 1849 Medalha Wollaston 1864 | [ 1 ] [ 2 ] |
| 5 de setembro   | Pierre Armand Dufrenoy | geólogo e mineralogista | França                | m. 1857 Medalha Wollaston 1843                     | [ 2 ]       |

## Mortes
| Data | Nome | Profissão | Nacionalidade | Observações | Ref |
| ---- | ---- | --------- | ------------- | ----------- | --- |

## Prémios
Medalha Cothenius
- Cornelis Johannes Vos,[3] Georg von Wedekind[3] e Gerhard Anton Gramberg[3]

Medalha Copley
- Benjamin Thompson[1]